# Peć
Peć (alb. Pejë, Peja; serb. Пећ, Peć) – miasto w północno-zachodnim Kosowie, nad rzeką Pećka Bistrica (dopływ Białego Drinu).
Siedziba regionu statystycznego Peć.
Około 49 tys. mieszkańców (2011). Przemysł spożywczy (przetwórstwo owocowo-warzywne); rzemiosło artystyczne (biżuteria i pamiątki); monastyr Pećka Patrijaršija z cerkwiami: św. Apostołów (XIII wiek, freski 1250), św. Dymitra (XIV wiek, freski XIV–XVII wiek), Matki Boskiej (XIV wiek, freski XIV–XVI wiek), św. Mikołaja (XIV wiek), stanowiącymi jeden kompleks budowli, do którego dobudowano w XIV wieku tzw. narteks arcybiskupa Danila II.
Peć od końca XIII wieku była siedzibą arcybiskupa serbskiego; 1346–początek XVI wieku i 1557–1766 stolicą patriarchatu; w XIV–XVII wieku, ośrodkiem handlu, głównie rozwijanego przez kolonię raguzańską (Dubrownik). W 1689 i 1739 w obawie przed represjami tureckimi znaczna liczba ludności opuściła miasto, udając się do Wojwodiny. Od 1920 ponownie siedziba patriarchatu. Obecnie stolica regionu Peć i piąte co do wielkości miasto Kosowa.
| Okres     |  | Państwo                                         |
| --------- |  | ----------------------------------------------- |
| do 1912   |  | Imperium Osmańskie                              |
| 1912-1918 |  | Królestwo Czarnogóry                            |
| 1918-1929 |  | Królestwo Serbów, Chorwatów i Słoweńców         |
| 1929-1941 |  | Królestwo Jugosławii                            |
| 1941-1945 |  | Królestwo Albanii (protektorat włoski)          |
| 1945-1992 |  | Socjalistyczna Federacyjna Republika Jugosławii |
| 1992-2003 |  | Federalna Republika Jugosławii                  |
| 2003-2006 |  | Serbia i Czarnogóra                             |
| od 2006   |  | Republika Serbii                                |
| od 2008   |  | Republika Kosowa                                |

## Współpraca
Miejscowość partnerska:
- Mol, Belgia (do stycznia 2011 r.)